# Surab Menteschaschwili
Surab Menteschaschwili (georgisch ზურაბ მენთეშაშვილი; englische Transkription: Zurab Menteshashvili; * 30. Januar 1980 in Rustawi) ist ein ehemaliger georgischer Fußballspieler.

## Karriere
Menteschaschwili begann seine Karriere bei Olimpi Rustawi. In seiner ersten Profisaison wurde er mit dem Verein 1996/97 Zehnter. Im darauffolgenden Jahr konnte der elfte Platz erreicht werden. 1998 folgte dann der Wechsel zu WIT Georgia Tiflis. Nach nur einem halben Jahr verließ er Tiflis.
Daraufhin wechselte Menteschaschwili im Januar 1999 ins Ausland und unterschrieb beim Skonto FC in Lettland. Bereits im ersten Jahr konnte man den Meistertitel feiern, im Pokalfinale scheiterte man noch am FK Riga. Dieser Erfolg konnte 2000, 2001 und 2002 wiederholt werden, hinzu kamen noch die Pokalsiege 2000, 2001 und 2002.
Nach diesen großen Erfolgen wechselte er im Januar 2003 nach Russland zu Alanija Wladikawkas.
Nach nur 13 Spielen kehrte er wieder nach Riga zurück und konnte dort seine fünfte Meisterschaft feiern. Nummer sechs folgte 2004. 2005 wurde man dann nur Vizemeister.
Nach einem weiteren halben Jahr bei Skonto folgte ein erneuter Versuch in Russland. Menteschaschwili unterschrieb bei Schinnik Jaroslawl, mit welchen er 2006 aus der höchsten russischen Spielklasse abstieg.
2007 kam wiederum die Rückkehr nach Lettland, diesmal wechselte der Georgier zum FK Ventspils. 2007 wurde das Double in Lettland gewonnen. 2008 folgte seine bereits achte Meisterschaft. Im Juli, während der 2009er Saison beim FK, wechselte er zu Hapoel Tel Aviv nach Israel. Dort zog er mit dem Verein in die Runde der Besten 32 der UEFA Europa League ein. Nach mehrem weiteren Wechseln beendete er 2016 seine aktive Karriere.
Für die georgische Nationalmannschaft spielte Menteschaschwili 40 Mal und erzielte einen Treffer. 

## Erfolge
- lettischer Meister: 1999, 2000, 2001, 2002, 2003, 2004, 2007, 2008
- lettischer Pokalsieger: 2000, 2001, 2002, 2007
- israelischer Meister: 2010